# 21403 Хакен
21403 Хакен (21403 Haken) — астероїд головного поясу, відкритий 20 березня 1998 року.
Тіссеранів параметр щодо Юпітера — 3,488.